# Polgárpukkasztás
A polgárpukkasztás olyan viselkedés, mely szándékosan megbotránkoztatja a (főleg középosztálybeli, konzervatív) polgárokat. Indítéka lehet a társadalmi normák ellen való tiltakozás, vagy pedig az illető provokatív, nonkonformista személyisége.

## Története
A fogalom a francia épater le bourgeois (a polgár meghökkentése) kifejezésre vezethető vissza, mely a 19. század végi francia művészi avantgárd irányzatok (dadaizmus, szürrealizmus) jelszava volt. Később változott a jelentése; művészeti irányzattól függetlenül alkalmazták mindenféle, szándékosan meghökkentő viselkedésre vagy megjelenésre. A társadalom és a divat változásának függvényében az egy adott korban polgárpukkasztónak számító viselkedés később akár társadalmi norma is lehet. Így az újabb és újabb divatot követő idiotizmus megjelenésével a polgárpukkasztás a történelemben örök körforgásban létezik.

## Híres polgárpukkasztók
- Charlie Hebdo
- Rémi Gaillard
- Sacha Baron Cohen
- Frank Zappa